# Mukti
Mukti (dewanagari मुक्ति) – termin filozofii indyjskiej oznaczający wyzwolenie w doktrynach Upaniszad oraz wedanty.
Rozróżnić można następujące trzy rodzaje mukti:
- kramamukti – stopniowe wyzwolenie (po śmierci) na drodze dewajany (Badri)
- widehamukti – wyzwolenie uzyskiwane w chwili śmierci (Dźaimini)
- sadjomukti – wyzwolenie natychmiastowe będące następstwem poznania atmana jakiego dostępują dźiwanmuktinowie osiągający następnie widehakaiwalję w momencie śmierci (Śankara)

W nauczaniu współczesnego Śankarze wedantysty Mandanamiśry:
- mukti jest równoważna doświadczaniu oglądu brahmana[2]
- zdobywa się ją przez połączenie właściwego czynu (karma) z wiedzą (dźńana)
- następuje po usunięciu niewiedzy (awidja) oddzieleniu[3]